# Josef Slavík (politik)
Josef Konstantin Slavík (13. března 1814 Chrast – 23. prosince 1892 Morašice) byl rakouský politik české národnosti z Čech, v 2. polovině 19. století poslanec Českého zemského sněmu.

## Biografie
Vychodil obecnou školu a pak se vyučil ve velkoobchodu ve Svitavách. Po roce 1835 působil jako obchodník ve Svitavách. Měl pobočku v Koclířově. Roku 1846 koupil dědičnou rychtu v Morašicích. Roku 1850 se stal starostou sloučených obcí Morašice, Lažany, Řikovice, Nová Sídla, Újezdec a Sedlíšťka.
Po obnovení ústavního systému vlády počátkem 60. let se zapojil i do politického života. V zemských volbách v Čechách roku 1861 byl zvolen na Český zemský sněm, kde zastupoval kurii venkovských obcí, obvod Litomyšl, Polička. Byl nezávislým českým kandidátem. Mandát obhájil v zemských volbách v Čechách v lednu 1867, krátce poté konaných zemských volbách v Čechách v březnu 1867.
V srpnu 1868 patřil mezi 81 signatářů státoprávní deklarace českých poslanců, v níž česká politická reprezentace odmítla centralistické směřování státu a hájila české státní právo. V rámci tehdejší české pasivní rezistence mandát přestal vykonávat a byl zbaven poslaneckého křesla pro absenci v září 1868. Zvolen byl znovu v září 1869. Uspěl rovněž v zemských volbách roku 1870. Mandát obhájil i ve volbách roku 1872. Vzhledem k pokračujícímu českému bojkotu zemského sněmu se opět na práci tohoto zákonodárného tělesa nepodílel a byl mandátu zbaven. Manifestačně pak byl znovu zvolen v doplňovacích volbách roku 1873 a znovu v doplňovacích volbách roku 1874. V následných doplňovacích volbách v roce 1875 již v tomto volebním obvodu uspěl mladočech Karel Sladkovský.